# Baland-Moschee

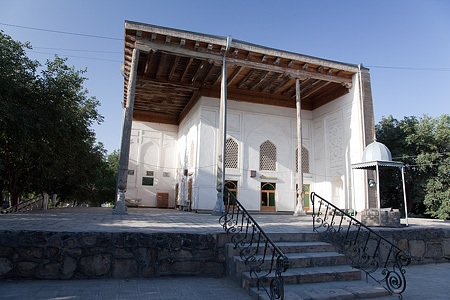
Baland-Moschee

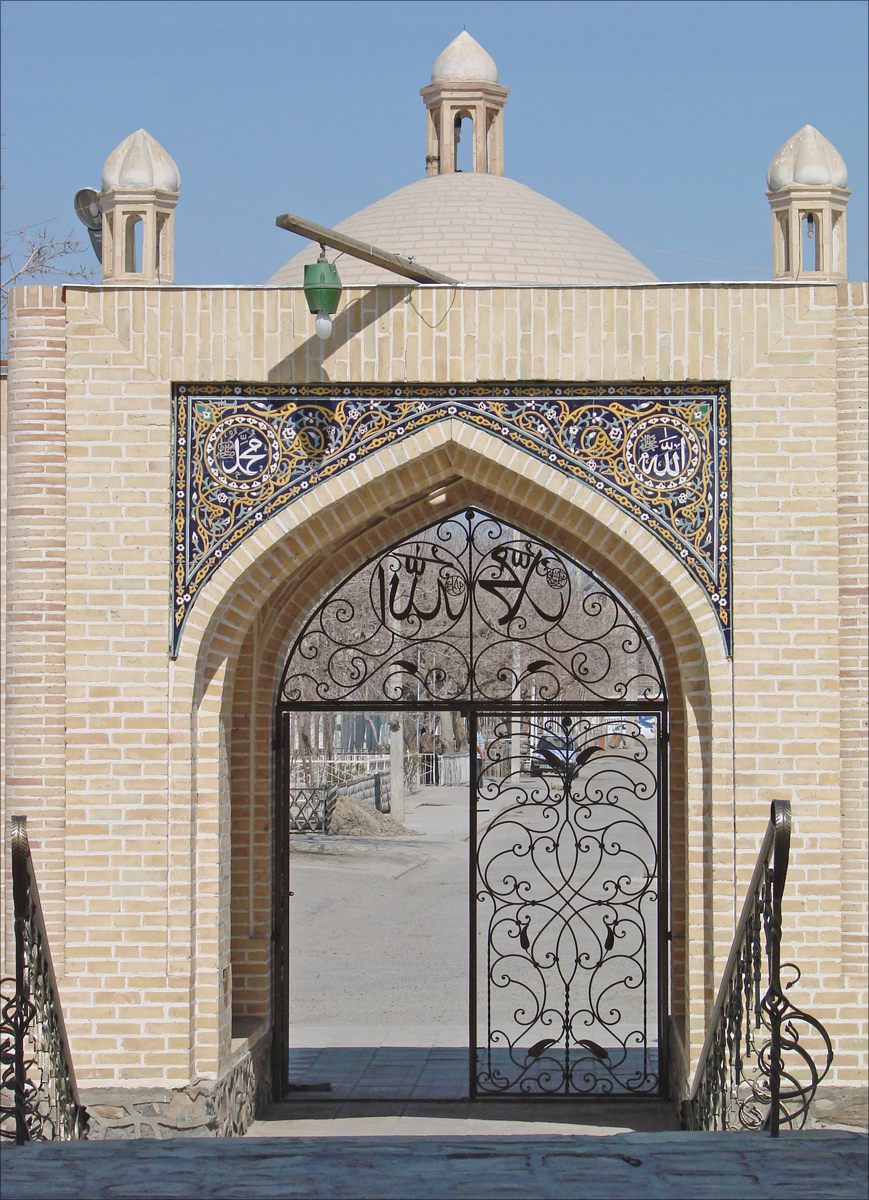
Torbau

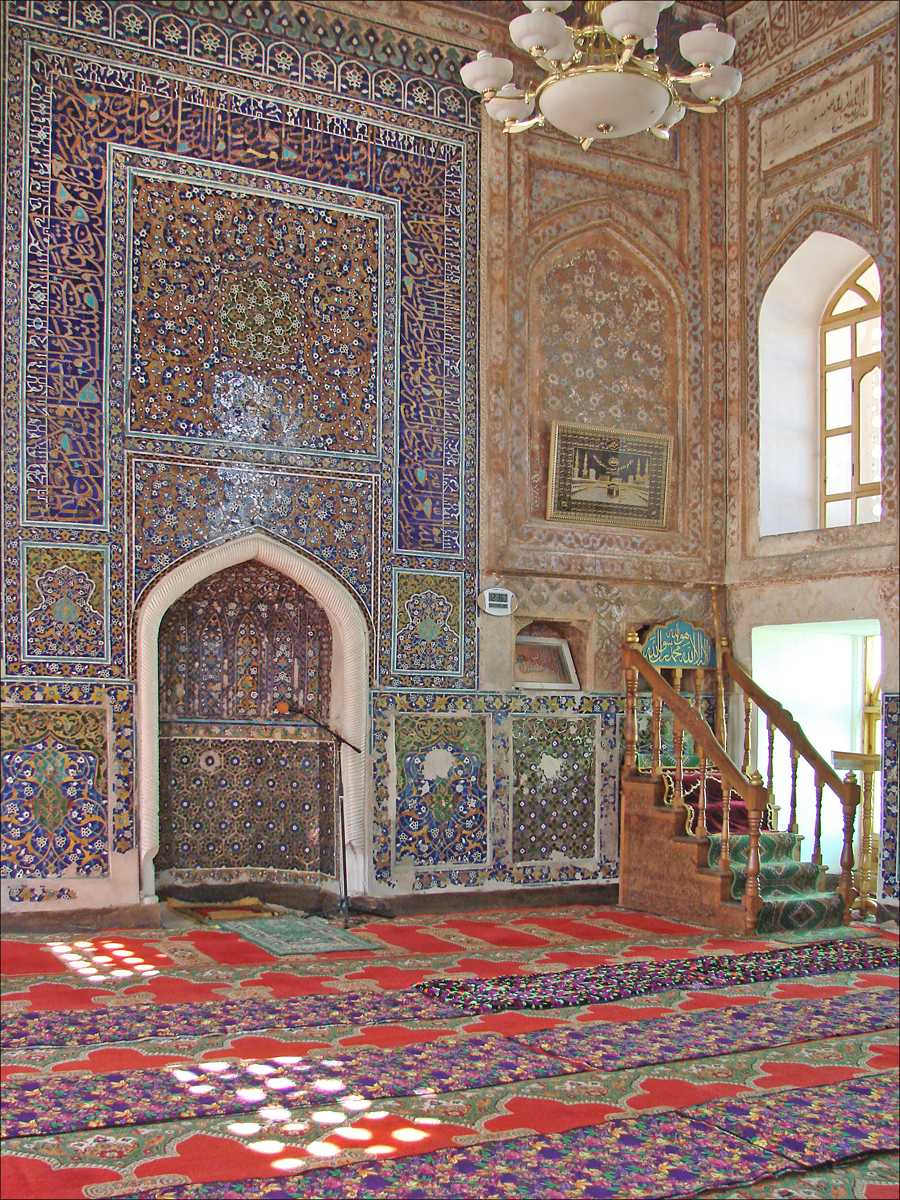
Innenansicht

Die Baland-Moschee (usbekisch Baland masjid ‚Hohe Moschee‘) ist eine Moschee in der usbekischen Stadt Buxoro.

## Lage
Die Moschee liegt knapp außerhalb des historischen Zentrums von Buxoro, etwa 300 Meter südlich der Qoʻsh-Madrasa, in einer mit Bäumen bestandenen Grünanlage.

## Beschreibung
Die Moschee wurde vermutlich zu Beginn des 16. Jahrhunderts errichtet. Erbaut ist sie auf einem Steinsockel, zu dem Treppen mit mehreren Steinstufen hinaufführen. Auf diese erhöhte Bauweise bezieht sich auch die Bezeichnung als "Hohe Moschee", nicht auf einen besonderen Rang. Ein überkuppelter Torbau führt in die Grünanlage, in der die Moschee steht.
Der Hauptbau ist eine Wintermoschee, das heißt ein geschlossener überdachter Bau. Das Dach steht an zwei Seiten über, ist durch dünne Holzsäulen gestützt und bildet so eine als Eck-Iwan gestaltete Vorhalle, die als Sommermoschee dient.
Die Baland-Moschee ist besonders bekannt für ihre reiche Innenausstattung mit Fayence-Fliesen und Goldmalereien. Der Innenraum hat eine mit Holzintarsien ausgelegte Kassettendecke. 